# Cybaeus tardatus
Cybaeus tardatus är en spindelart som först beskrevs av Chamberlin 1919.  Cybaeus tardatus ingår i släktet Cybaeus och familjen vattenspindlar. Inga underarter finns listade i Catalogue of Life.